# 有村南海
有村 南海（ありむら みなみ、2008年6月21日 - ）は、日本の女性アイドル、タレント、TikToker。福岡県出身。Uniiique所属。
女性アイドルグループ「LinQ」のメンバー。

## 略歴
小学6年生だった2020年7月、福岡県の芸能事業部IQプロジェクト（ジョブ・ネット）が運営する育成部門IQプロジェクト研究生に所属。そして社内審査期間を経た同年12月、同社の女性アイドルグループLinQのメンバーに昇格する。
中学1年生になった翌2021年4月、LinQの10期生として正規デビュー。以降順調に実績を重ねていき、特にSNSの方面において大きくフォロワー数を伸ばした。
2023年8月、ファッションイベント『FUKUOKA COLORZ SHOW 2023』にて初ランウェイ。 
2024年7月、個人の在籍部署が、IQプロジェクトから同社の系列事業部Uniiique（ユニーク）に社内移籍。同月に初のデジタル写真集をリリースし、グラビアデビューを果たす。さらに同作品がデイリー1位、月間2位を記録した。9月、佐賀県武雄市の観光PR大使に就任。10月、バラエティ番組『高校生の時間』にて初の地上波レギュラー出演開始。

## 人物
- 福岡県出身。家族には兄と妹と弟がいる[8][2]。
- 特技は、4歳から8年間習ったバレエ[9]。
- 好物は、男梅シリーズなど梅干し全般[10]。
- 敬愛する有名人は生見愛瑠[2]、福岡県出身では今田美桜、橋本環奈など[11]

## LinQ関連
10期生
所属事務所の育成部門IQプロジェクト研究生を経てから社内オーディションにて、黒田れい・大空莉子と共に昇格し10期生としてデビュー。当時はグループ最年少であった。担当カラーは水色。
LinQ Qty
デビューして早々からファンの支持を得ており、グループショットではセンターに位置することが多い。2023年春にグループの若いメンバーによる派生ユニットLinQ Qty（リンクキューティー）を結成し、こちらでもセンターを務めている。

## 作品

### デジタル写真集
- 奇跡はいつも福岡から起こる（2024年7月22日、集英社［週プレ PHOTO BOOK］、撮影：桑島智輝）[13]
- ヤンマガアザーっす！＜YM2024年52号未公開カット＞（2025年2月21日、講談社［ヤンマガデジタル写真集］、撮影：LUCKMAN）[14]

## 出演

### テレビ
（レギュラー・準レギュラー・特別出演のみ）
- 新・IQとLinQする。（月1放送、2021年 - 2023年3月、Pigoo）
- 高校生の時間（2024年10月 - 、九州朝日放送）
- 超無敵クラス（2024年11月 - 、日本テレビ系列）

### ラジオ
- music×serendipity内「カワイイ女子旅ココしっと～と？」（2021年 - 2024年9月、LOVE FM） - 金曜 週替わりパーソナリティ
- GIRLS☆PUNCH「今夜もあなたにLinQリック!」（2023年 - 、RKBラジオ） - 週替わりパーソナリティ
- Buzz!!LinQ（2023年 - 、KBCラジオ） - 不定期パーソナリティ

### CM・広告・イメージモデル
- ピザクック（LinQ在籍期間、イワタダイナース）
- ネッツトヨタ西日本「カワイイ女子旅ココしっと〜と？」（2021年4月 - 2024年9月、トヨタ自動車）
- SUNQパス アンバサダー（2021年4月 - 2022年3月、SUNQパス運営委員会）
- 中間市「未来のまちづくり」アンバサダー（2021年4月 - 、中間市役所）[15]
- LinQ×新天町「新天町を盛り上げるっちゃんキャンペーン!」モデル（2021年8月4日 - 30日、新天町商店街公社 新天町商店街商業協同組合）[16]
- イオン九州「日清のどん兵衛×LinQ」キャンペーンモデル（2021年12月6日 - 2022年1月6日、日清食品）
- 福岡マラソン（福岡陸上競技協会）
  - 2022大会アンバサダー（2022年3月 - 11月）[17]
  - 2023大会アンバサダー（2023年4月 - 11月）
  - 2024大会アンバサダー（2024年4月 - 11月）
- Charichari & LINE Fukuoka アンバサダー（2023年4月 - 11月、neuet）
- カラオケCLUB DAM イメージアンバサダー（2024年4月 - 、第一興商）
- 武雄市観光PR大使（2024年9月 - 、武雄市観光協会）

PR（単発）
- 美祢のええもん発信隊（山口県・美祢市観光協会）
- KBCラジオ・チャリティー・ミュージックソン（LinQ在籍期間毎年）
- 激辛グルメ春祭り2023 応援大使（2024年5月、歌舞伎町タウン・マネージメント）
- WASHハウス「オリジナル洗濯機・乾燥機発表会」（2024年7月）
- RKBカラフルフェス「BORRA / ボラギノール」PR（2024年10月12日・13日、天藤製薬ブース）
- ふるさと納税『ふるさとチョイス』キャンペーンPR（2024年11月21日 - 12月31日、トラストバンク）

### イベント
- FUKUOKA COLORZ SHOW 2023（2023年8月7日、Zepp Fukuoka）